# Viața particulară a lui Sherlock Holmes
Viața particulară a lui Sherlock Holmes (în engleză The Private Life of Sherlock Holmes) este un film de comedie regizat de Billy Wilder după un scenariu de Billy Wilder. În rolurile principale au interpretat actorii Robert Stephens ca Sherlock Holmes și Colin Blakely ca doctor Watson.
A fost produs de studiourile Compton Films, The Mirisch Company[*] și a avut premiera la 29 octombrie 1970, fiind distribuit de United Artists. Coloana sonoră a fost compusă de Miklós Rózsa. Cheltuielile de producție s-au ridicat la 10 milioane de dolari americani. 

## Distribuție
Au interpretat actorii:
- Robert Stephens - Sherlock Holmes
- Colin Blakely - Dr. John H. Watson
- Geneviève Page - Gabrielle Valladon/Ilse von Hoffmanstal
- Christopher Lee - Mycroft Holmes
- Irene Handl - Mrs. Hudson
- Clive Revill - Rogozhin
- Tamara Toumanova - Madame Petrova
- Stanley Holloway - 1st Gravedigger
- Mollie Maureen - Regina Victoria
- Catherine Lacey - Bătrâna
- James Copeland - ghid
- Jenny Hanley - o prostituată (scene șterse)
- Peter Madden - Von Tirpitz
- Michael Balfour - Cabby
- Robert Cawdron - Hotel Manager
- Alex McCrindle - Baggageman
- Frank Thornton - Porter
- Graham Armitage - Wiggins (nemenționat)
- Ina De La Haye - Petrova's Maid (nemenționat)
- George Benson - Inspectorul Lestrade (nemenționat)